# Bluttmo-Gildarshagen
Bluttmo-Gildarshagen är ett naturreservat i Bunge socken i Region Gotland på Gotland.
Området är naturskyddat sedan 2003 och är 82 hektar stort. Reservatet består av hagmark och en stor källmyr.